# Championnats du monde junior de ski nordique 2018
Navigation
Édition précédente Édition suivante
Les championnats du monde junior de ski nordique 2018 se déroulent du 28 janvier 2018 au 4 février 2018 à Kandersteg en Suisse, sous l'égide de la fédération internationale de ski. L’événement comprend les championnats du monde junior de ski de fond, de saut à ski et de combiné nordique. Les athlètes doivent être âgés de moins de vingt ans. Parallèlement, des championnats du monde de ski de fond des moins de 23 ans se tiennent avec six épreuves au programme.
Pour la première fois, une course de combiné nordique féminin est au programme de la compétition, sans toutefois décerner de titre mondial : il s'agit d'un test.
Le classement des médailles est dominé par la Norvège chez les juniors et par la Russie chez les moins de 23 ans. L'athlète le plus médaillé est le Norvégien, Jørgen Lippert, remporte quatre médailles dont un titre.

## Organisation

### Candidature et comité d'organisation
La fédération russe de ski avait initialement obtenu l'organisation de la compétition. Cependant, en raison du Rapport McLaren, la Fédération Internationale de ski revient sur sa décision et attribue la compétition à la Suisse. le comité d'organisation est dirigé par Urs Weibel et André Vogt.
La Vallée de Conches et Kandersteg accueillent régulièrement des compétitions de ski nordique nordique notamment la Gommerlauf qui rassemble deux mille participants et qui est inscrit au circuit Euroloppet. La vallée des Conches espèrent accueillir des épreuves olympiques si Sion obtient l'organisation des jeux olympiques d'hiver de 2026.

### Lieux
Le premier tremplin de Kandersteg date de 1920. Le tremplin est rénové en 1977 et il accueille des compétitions estivales de saut à ski entre 1979 et 1992. En 2010, un projet de reconstruction est lancé. Cependant, il faut attendre 2014, pour que le financement de 7 millions de francs soit entièrement trouvé. L'inauguration des nouveaux tremplins (no) (HS 106, HS 72 et HS 27) a lieu le 1er août 2016.
Les épreuves de ski de fond ont lieu à Goms.

### Programme et calendrier
Il s'agit de la troisième fois que la Suisse accueille les championnats du monde après 1985 et 1998 (pl). Au début, il n'y avait que des épreuves de combiné nordique et de saut à ski au programme des championnats du monde juniors. Le ski de fond a été rajouté au programme des championnats du monde juniors en 1991. Depuis leur création en 2006, les championnats du monde des moins de 23 ans (U 23) ne comprennent que des épreuves de skis de fond et se tiennent en même temps que les championnats du monde juniors.
La compétition a lieu entre le 27 janvier 2018 et le 4 février 2018,,. Le calendrier des épreuves est le suivant :
| Janvier Février 2018      | Janvier Février 2018 | Janvier Février 2018 | Janvier Février 2018 | Janvier Février 2018 | Janvier Février 2018 | Janvier Février 2018 | Janvier Février 2018 | Janvier Février 2018 | Janvier Février 2018 |
| Ski de fond               | 27                   | 28                   | 29                   | 30                   | 31                   | 1                    | 2                    | 3                    | 4                    |
| ------------------------- | -------------------- | -------------------- | -------------------- | -------------------- | -------------------- | -------------------- | -------------------- | -------------------- | -------------------- |
| sprint (M/F)              |                      |                      |                      |                      |                      |                      |                      |                      |                      |
| 5 km (F)                  |                      |                      |                      |                      |                      |                      |                      |                      |                      |
| 10 km (M)                 |                      |                      |                      |                      |                      |                      |                      |                      |                      |
| skiathlon (M/F)           |                      |                      |                      |                      |                      |                      |                      |                      |                      |
| relais 4×3,3 km (F)       |                      |                      |                      |                      |                      |                      |                      |                      |                      |
| relais 4×5 km (M)         |                      |                      |                      |                      |                      |                      |                      |                      |                      |
| Ski de fond U 23          | 27                   | 28                   | 29                   | 30                   | 31                   | 1                    | 2                    | 3                    | 4                    |
| sprint (M/F)              |                      |                      |                      |                      |                      |                      |                      |                      |                      |
| 10 km (F)                 |                      |                      |                      |                      |                      |                      |                      |                      |                      |
| 15 km (M)                 |                      |                      |                      |                      |                      |                      |                      |                      |                      |
| skiathlon (M/F)           |                      |                      |                      |                      |                      |                      |                      |                      |                      |
| Saut à ski                | 27                   | 28                   | 29                   | 30                   | 31                   | 1                    | 2                    | 3                    | 4                    |
| concours individuel (M/F) |                      |                      |                      |                      |                      |                      |                      |                      |                      |
| HS 106 équipe (M/F)       |                      |                      |                      |                      |                      |                      |                      |                      |                      |
| HS 106 mixte par équipe   |                      |                      |                      |                      |                      |                      |                      |                      |                      |
| Combiné nordique          | 27                   | 28                   | 29                   | 30                   | 31                   | 1                    | 2                    | 3                    | 4                    |
| HS 106/10 km (M)          |                      |                      |                      |                      |                      |                      |                      |                      |                      |
| HS 106/4×5 km relais (M)  |                      |                      |                      |                      |                      |                      |                      |                      |                      |
| HS 106/5 km (M)           |                      |                      |                      |                      |                      |                      |                      |                      |                      |
| HS 106/10 km (F)          |                      |                      |                      |                      |                      |                      |                      |                      |                      |

|  | Entraînements |  | Courses |

La compétition individuelle de saut à ski féminin est décalé du 1er février 2018 au 2 février 2018.

### Format des épreuves
En ski de fond, des épreuves de sprint et de distance sont au programme. D'une édition à l'autre, les épreuves sont alternativement disputées en style classique ou en style libre. Cette année, les sprints sont disputés en style classique. Dans un premier temps, les athlètes effectuent une qualification individuelle. Les 30 meilleurs temps se qualifient pour les quarts de finale. Cinq quarts de finale sont disputés et deux premiers de chaque course sont qualifiés ainsi que les deux meilleurs temps. De même, deux demi-finales de six athlètes sont disputées et les deux premiers de chaque course sont qualifiés ainsi que les deux meilleurs temps. Six athlètes disputent la finale et le meilleur l'emporte. Lors des épreuves de distance, les courses ont lieu en départ individuel sauf pour le skiathlon où il y a un départ en ligne. Les relais sont courus par quatre athlètes : les deux premiers skient en style classique et les deux derniers en style libre.
En saut à ski, cinq concours sont au programme : deux individuels et trois par équipes. Pour les concours individuels, tous les athlètes engagés réalisent un saut. Les 30 premiers au classement obtiennent le droit de sauter une seconde fois. L'athlète qui obtient le meilleur total de points l’emporte. Les points sont calculés en fonction de la distance et du style et éventuellement compenser par le vent ou la distance d'élan. Les épreuves par équipes se disputent par quatre. Seuls les huit meilleurs pays de la première manche peuvent participer à la seconde manche.
En combiné nordique, trois épreuves sont au programme : deux épreuves individuelles et une épreuve par équipes. Les athlètes effectuent dans un premier temps un saut sur le tremplin (ici HS 106). Les points obtenus dans l'épreuve sont comptabilisés de la même façon que pour le saut à ski (en fonction de la distance et du style). Les points sont convertis en secondes via la méthode Gundersen. Les concurrents commencent la course de ski de fond dans l'ordre et avec l'écart obtenu dans le concours de saut. Le premier arrivé remporte l'épreuve. La course par équipe se dispute par équipe de quatre de la même façon que les épreuves individuelles (un saut par athlète puis une course de ski de fond de 5 km).

## Athlètes

### Athlètes pouvant participer
Les fédérations nationales avaient jusqu'au 19 novembre 2017 pour décider du nombre d'athlètes qu'elles allaient engager dans les différentes épreuves et jusqu'au 27 janvier 2017 pour donner les noms des athlètes participants pour les épreuves ayant lieu à Goms et jusqu'au 29 janvier 2017 pour les épreuves ayant lieu à Kandersteg. Les fédérations nationales ne peuvent engager qu'un nombre limité d'athlètes.
| Disciplines      | Nombre d'engagés possibles par pays | Nombre de participants possibles |
| ---------------- | ----------------------------------- | -------------------------------- |
| Ski de fond      | 8 hommes et 8 femmes                | 4 par course                     |
| Ski de fond U23  | 8 hommes et 8 femmes                | 4 par course                     |
| Saut à ski       | 5 hommes et 5 femmes                | 4 par course                     |
| Combiné nordique | 6 hommes et 6 femmes                | 4 par course                     |

De plus, les concurrents doivent avoir entre 16 et 20 ans (les participants doivent être nés entre 1998 et 2002). Les athlètes pour la course de combiné féminine peuvent également être nées en 2003.
Pour les courses des moins de 23 ans en ski de fond, les participants doivent avoir entre 21 et 23 ans (les participants doivent être nés entre 1995 et 1997). En fonction du nombre d'athlètes engagés par nations, les nations doivent envoyer un nombre déterminé d'officiels.

### Participants et favoris

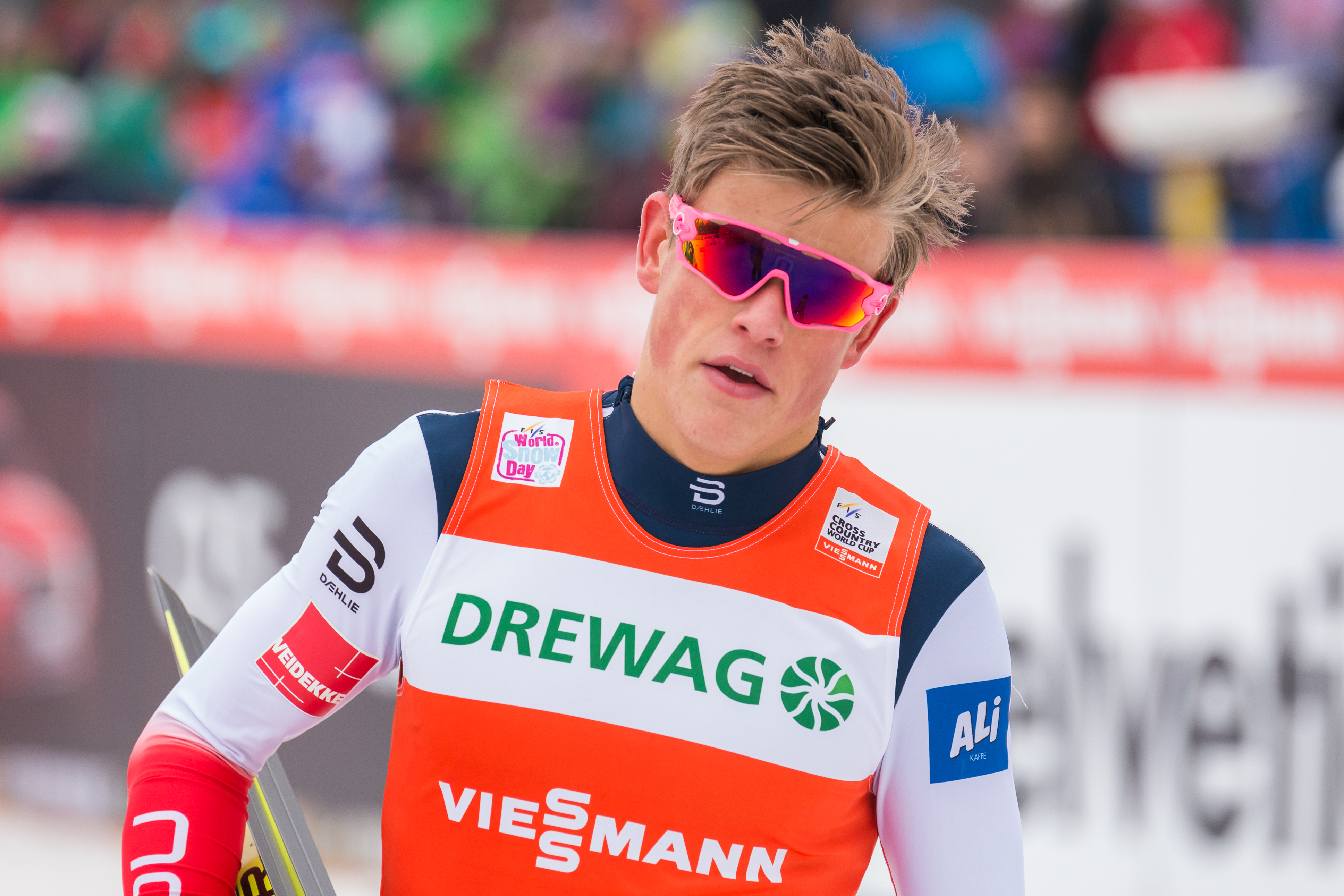
Johannes Høsflot Klæbo est absent de la compétition.

Un millier de personnes dont 640 athlètes sont attendus,. À domicile, la Suisse espère plusieurs médailles notamment grâce à Nadine Fähndrich, Sandro Hauswirth (pl) ou encore Désirée Steiner.
En ski de fond, les Russes et les Norvégiens sont favoris des sprints,,. Johannes Høsflot Klæbo, le leader de la coupe du monde de ski de fond ne participe pas à la compétition. Dans les épreuves de distance, le Russe Denis Spitsov est le favori. Dans les courses par équipes, les Russes et les Norvégiens sont les pays les plus attendus,.
En combiné nordique, 33 athlètes représentants 13 nations sont engagées dans la course de combiné féminin. Il s'agit d'une course « test » et aucune médaille n'est octroyée. Lors de cette course, l'Allemande Jenny Nowak et la Japonaise Ayane Miyazaki sont les favorites en raison de leurs performances en coupe continentale.
En saut à ski, Marius Lindvik est considéré comme le favori en raison de ses performances en coupe du monde les jours précédents la compétition. Il a également remporté les entraînements de la compétition. Chez les femmes, la favorite est Nika Kriznar qui a notamment dominé les entraînements.

## Récit de la compétition

### Dimanche 28 janvier 2018
Lors de la première journée de compétition, les sprints « libres » sont au programme. Chez les hommes, c'est le Français, Tom Mancini qui l'emporte. Cinquième après les qualifications, il termine deuxième de son quart de finale puis remporte sa demi-finale,. Lors de la finale, il attaque dans la plus grande difficulté et il parvient à résister au retour du Norvégien Jørgen Lippert qui termine à un dixième. Le Suisse, Valerio Grond, 21e des qualifications remporte la médaille de bronze devant le Français Vincent Buiatti qui avait terminé 24e des qualifications,. Les Russes, favoris, ont chuté avant d'atteindre la finale. Chez les femmes, la Suédoise Moa Lundgren l'emporte après avoir dominé les qualifications et remporté son quart de finale et sa demi-finale. Lors de la finale, elle attaque dans la première bosse et seul sa compatriote Frida Karlsson et la Norvégienne Kristine Stavås Skistad peuvent la suivre. Moa Lundgren continue sur son rythme et lâche les deux autres concurrentes dans la deuxième bosse et s'impose avec près de deux secondes d’avance devant Kristine Stavås Skistad qui bat au sprint Frida Karlsson,.

### Lundi 29 janvier
Le lendemain, les sprints des moins de 23 ans sont au programme. Chez les femmes, Tiril Udnes Weng, cousine de Heidi Weng, l'emporte. En finale, la Norvégienne Amalie Håkonsen Ous (no) réalise un faux départ. Les deux Russes, Yana Kirpichenko et Natalia Nepryaeva n'ont pas entendu le signal du faux départ et ont skié plusieurs centaines de mètres pour rien. Lors du second départ, la Suissesse Nadine Faehndrich et Tiril Udnes Weng s'échappent. Dans la dernière bosse, la Norvégienne passe devant et réussit à conserver l'avantage. La Russe, Natalia Nepryaeva, est troisième devant une autre Norvégienne Amalie Håkonsen Ous (no). Chez les hommes, les Norvégiens réalisent un triplé. Lors de la finale, le Français Valentin Chauvin part le plus rapidement mais n'arrive pas à distancer les trois athlètes norvégiens. Ceux-ci le double puis le lâche dans la deuxième bosse. Lors du sprint final, Erik Valnes domine Jan Thomas Jenssen (no). Even Northug, un des frères de Petter Northug termine troisième devant le Suisse Beda Klee.

### Mardi 30 janvier

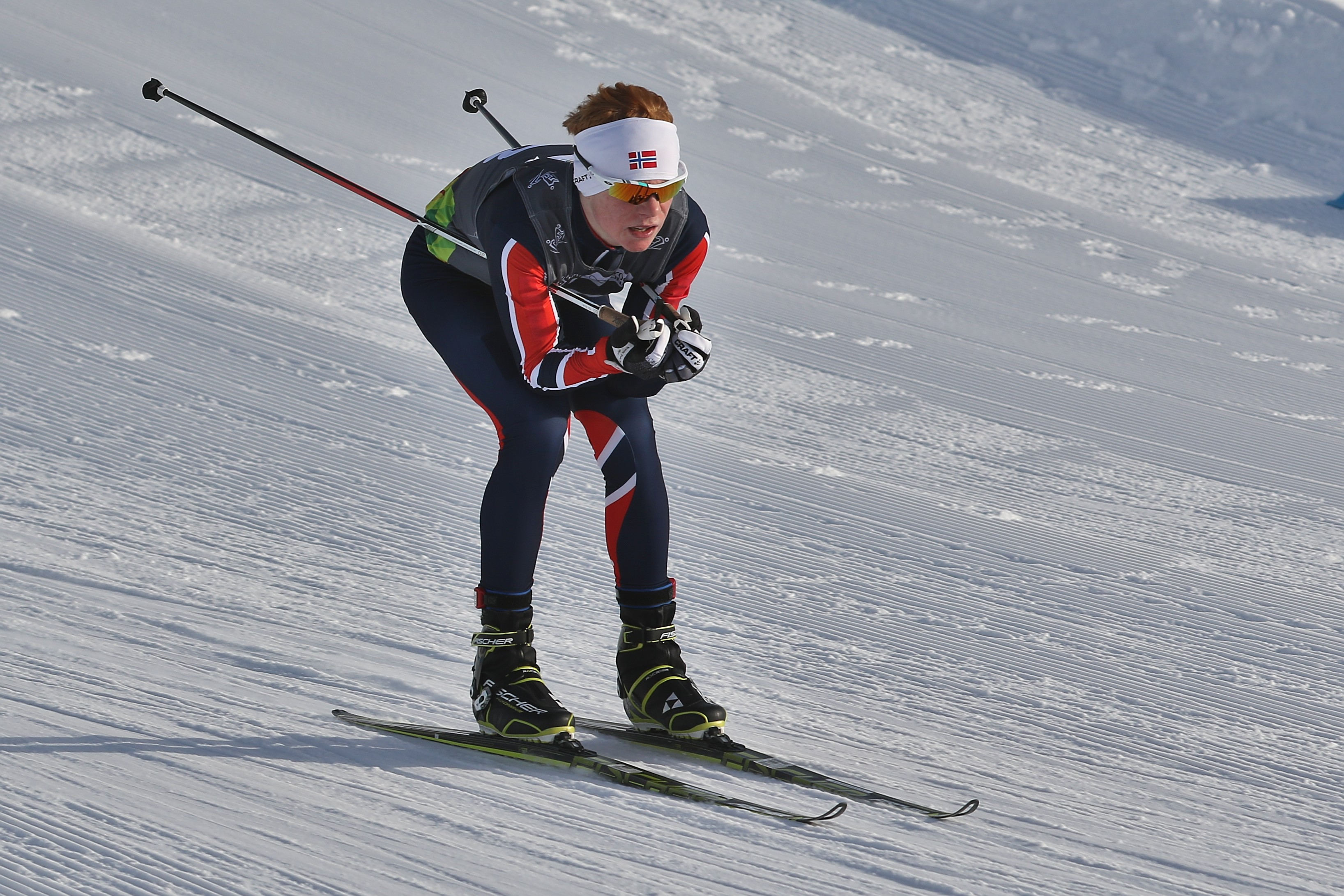
Einar Lurås Oftebro termine deuxième de la course de combiné nordique.

En ski de fond, le 5 kilomètres en style classique est dominée par la Russe Polina Nekrasova. Celle-ci avait déjà rempotée deux médailles lors des championnats du monde junior 2017. Elle devance de 14 secondes l'Américaine Hailey Swirbul et la Finlandaise Anita Korva (fi). Celle-ci avait terminé 4e du sprint deux jours plus tôt. Chez les hommes, les Norvégiens ont dominé la course avec quatre athlètes dans les cinq premières places. Jon Rolf Skamo Hope l'emporte grâce à une fin de course très rapide. Il était à égalité avec le Russe Sergey Ardashev jusqu'au huitième kilomètre mais il s'impose finalement avec neuf secondes d'avance. Derrière, Jørgen Lippert est à près de 28 secondes juste devant son compatriote Harald Østberg Amundsen.
En combiné nordique, le Tchèque Ondrej Pazout domine le concours de son saut grâce à un saut à 103 mètres. Il devance de 11 secondes son compatriote Jan Vytrval qui a sauté à 101 mètres. Derrière les athlètes sont à près de trente secondes du leader. L'Autrichien de 16 ans, Johannes Lamparter est à 27 secondes juste devant le Japonais Kodai Kimura et l'Autrichien Florian Dagn qui se partage la quatrième position à 29 secondes. Lors de la course de fond, Ondrej Pazout fait toute la course en tête et il parvient à conserver quelques secondes d'avance sur ses poursuivants,. Derrière, un important groupe de poursuite se forme. Dans le troisième tour, Jan Vytrval est repris par le groupe de poursuivants qui explose sous l'impulsion de Ben Loomis. Il ne reste dans ce groupe que le Norvégien Einar Lurås Oftebro, Jan Vytrval et les Autrichiens Johannes Lamparter et Florian Dagn. Dans le dernier tour, l'Américain attaque à nouveau mais il est contré par le Norvégien qui termine deuxième et l'Américain troisième.
Chez les femmes, pour la tout première course féminine de combiné organisée lors des Championnats du monde junior, l'Allemande Jenny Nowak domine le concours de saut qui a lieu sur le HS 74. Elle a réalisé 71,5 mètres, ce qui lui permet d'avoir 11 secondes d'avance sur l'Autrichienne Lisa Hirner et 34 secondes sur la Japonaise Ayane Miyazaki qui est en tête de la coupe continentale. Lors de la course de fond, Jenny Nowak augmente son avance au fur et à mesure de la course et s'impose avec 47 secondes d'avance sur sa compatriote Anna Jäkle, partie 4e à quatre secondes de la Japonaise Ayane Miyazaki. Celle-ci s'est effondrée en fin de course et termine finalement cinquième. La Russe Anastasia Goncharova, partie en 18e position, a réussi à monter sur la troisième marche du podium grâce au meilleur temps de ski.

### Mercredi 31 janvier
Deux courses des moins de 23 ans sont au programme. Dans le 15 kilomètres en style classique, le Norvégien Mattis Stenshagen s'impose après avoir été en tête lors de tous les temps intermédiaires. Il devance le favori, le Russe, Denis Spitsov de 4,7 secondes,,. Celui-ci termina très fort sa course car il a en effet repris 11 secondes sur le Norvégien dans les trois derniers kilomètres. Derrière, un second Russe, Ivan Yakimushkin, prend la troisième place juste devant l'Andorran Irineu Esteve Altimiras. Chez les femmes, la Russe Yana Kirpichenko l'emporte. Partie doucement, elle a progressivement accélérée puis pris la tête à 6,3 kilomètres et s'impose. Elle devance sa compatriote Anna Zherebyateva qui termine à près de 14 secondes et devant la Suissesse Nadine Fähndrich qui remporte sa deuxième médaille. Celle-ci parvient à conserver 2 secondes d'avance sur Pia Fink qui a réalisé une fin de course rapide. En tête à la mi-course, la Finlandaise Johanna Matintalo termine finalement 6e.

### Jeudi1erfévrier
En saut à ski, la compétition individuelle féminine est décalée au vendredi 2 février,. Chez les hommes, la compétition a lieu dans des conditions de vents difficiles. Le Norvégien Marius Lindvik qui a réalisé un podium par équipe en coupe du monde à Zakopane quelques jours plus tôt l'emporte. Lors de son premier saut, il a réalisé le plus long saut du concours grâce à un saut à 108 mètres. Lors du second saut, il réalise 101 mètres soit le plus long saut de la deuxième manche. Il devance Constantin Schmid qui a sauté à 105 mètres puis 99,5 mètres. La troisième place est disputée et c'est finalement l'Autrichien Clemens Leitner qui parvient à la prendre à Tomasz Pilch (pl) pour deux dixièmes de points. Le Slovène Domen Prevc termine dixième,.
En combiné nordique, l'équipe Autrichienne domine le concours de saut qui est disputé sous la neige. La Norvège tient tête à l'Autriche et n'est qu'à 16 secondes. L'Allemagne est troisième mais à 50 secondes. La République Tchèque menée par Ondrej Pazout qui a réalisé le plus long saut du jour à 102 mètres est quatrième. Dès le premier relais de la course de fond, l'Autrichien Johannes Lamparter porte l'avance de son pays à 40 secondes sur la Norvège. Derrière l'Allemagne double la Norvège dans le deuxième relais. Les positions ne bougent plus et l'Autriche s'impose devant l'Allemagne et la Norvège.
En ski de fond, le Français Hugo Lapalus fait le rythme dans le début de la course en classique. Cependant, il est distancé lorsque le Norvégien Harald Oestberg Amundsen accélère. Celui-ci accentue son avance au fur et à mesure de la course et s'impose en solitaire. Derrière, deux autres norvégiens, Jon Rolf Skamo Hope et Jörgen Lippert, complète le podium. Chez les femmes, la Suédoise Frida Karlsson qui l'emporte. Dans la partie classique, un groupe de six athlètes se détachent puis elles ne sont plus que quatre lors du changement de skis. Dès le début de la partie en style libre, Frida Karlsson attaque et s'impose en solitaire. Derrière, la Norvégienne Lone Johansen s'impose au sprint devant l'Américaine Hailey Swirbul.

### Vendredi 2 février
Lors du skiathlon féminin, les athlètes Russes dominent les courses. Chez les femmes, les athlètes Russes et Tiril Udnes Weng mettent un rythme élevé dès le début de la course en style classique mais les athlètes restent en peloton,. Un groupe de tête plus petit se forme puis Anastasia Sedova attaque à la fin de la partie en style classique et elle emmène avec elle deux compatriotes Natalia Nepryaeva et Yana Kirpichenko. En style libre, Anastasia Sedova attaque et l'emporte. Elle devance Natalia Nepryaeva et Yana Kirpichenko. L'Allemande Pia Fink est quatrième devant une autre athlète russe, Yulia Belorukova,. Chez les hommes, la partie en style classique voit dix hommes s'échapper. Il y a notamment les Russes, les Norvégiens Mattis Stenshagen et Ole Jørgen Bruvoll, le Suisse Beda Klee, l'Andorran Irineu Esteve Altimiras, le Français Jules Lapierre et L'italien Paolo Ventura. Dès le début de la partie en style libre, Jules Lapierre accélère et le Russe Ivan Kirillov est le premier lâché. Au vingtième kilomètre, Denis Spitsov accélère à son tour et ils ne sont plus que six en tête. Deux kilomètres plus tard, le Russe attaque à nouveau et seul le Français Jules Lapierre peut l'accompagner. Le Russe attaque le Français dans la dernière montée et parvient à conserver quelques secondes d'avance à l'arrivée. Derrière le Norvégien Ole Joergen Bruvoll prend le dessus sur le Russe Ivan Yakimushkin lors du sprint pour la troisième place,.
En saut à ski, la favorite Nika Kriznar l'emporte grâce au plus long saut du jour à 104 mètres et un second saut à 100 mètres. Elle devance de plus de 14 points sa compatriote Ema Klinec qui a sauté à 102 mètres puis 94 mètres. La Norvégienne Anna Odine Stroem complète le podium. Derrière suivent Lucile Morat, Lara Malsiner et Gianina Ernst.

### Samedi 3 février

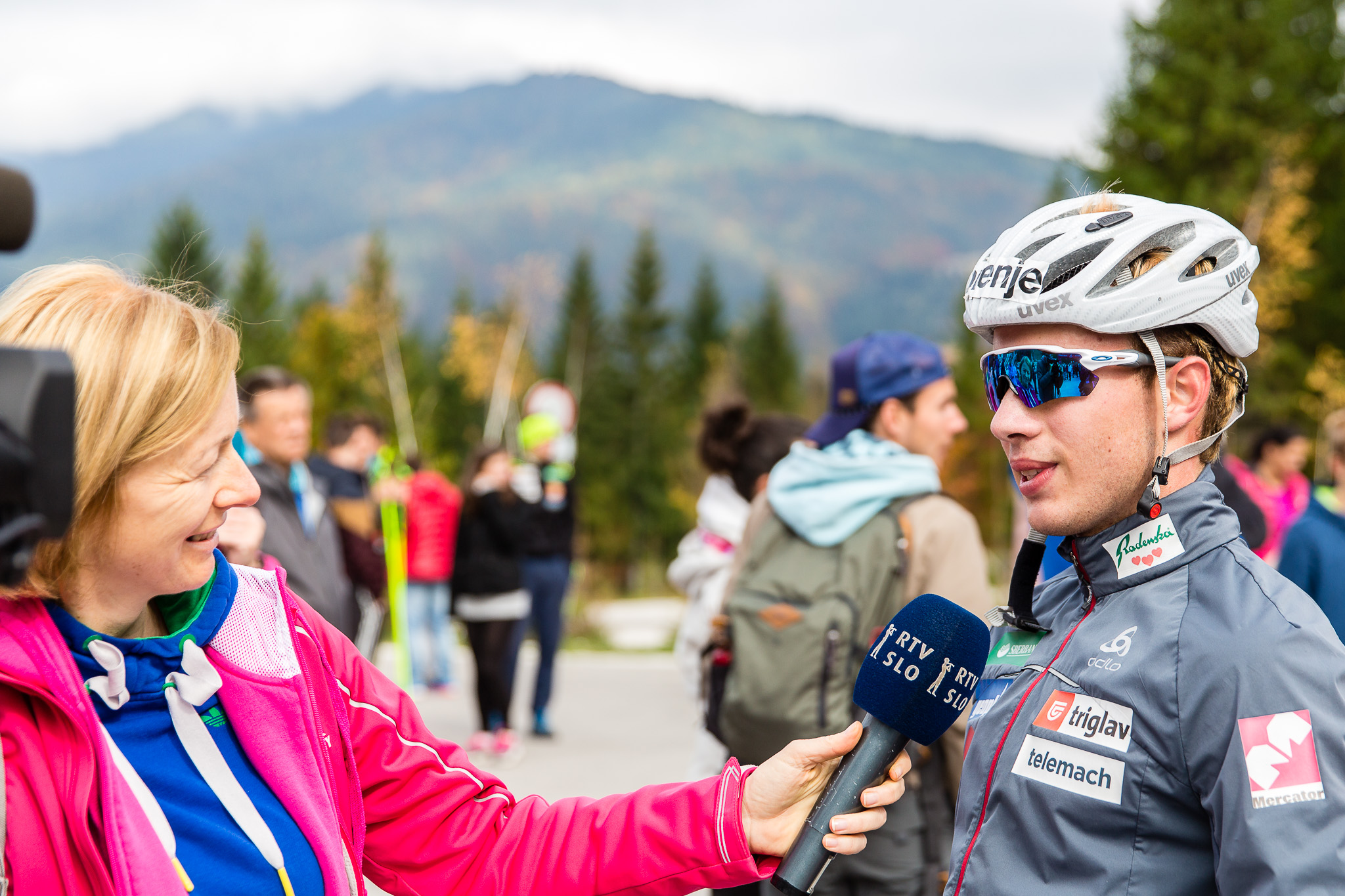
Vid Vrhovnik remporte la course de combiné nordique

En combiné nordique, l'Allemand Luis Lehnert domine le concours de saut grâce à un saut à 101 mètres. Cependant les écarts sont faibles avec 17 athlètes à moins d'une minute du leader. Il devance de 4 secondes l'Autrichien Dominik Terzer et 6 secondes sur Vid Vrhovnik. Les médaillés de la première course individuelle sont légèrement plus loin : Ondřej Pažout est à 25 secondes, Ben Loomis est à 27 secondes et Einar Lurås Oftebro est à 35 secondes. Lors de la course de fond, les quatre athlètes en tête après le saut collaborent afin que d'autres athlètes ne reviennent. Dans le deuxième tour, Vid Vrhovnik attaque et lâche les trois autres athlètes de tête et l'emporte. Derrière, Ben Loomis revient sur Dominik Terzer et sur Jan Vytrval alors que Luis Lehnert est lâché. Dans le sprint final, Dominik Terzer domine Jan Vytrval et Ben Loomis.
En ski de fond, l'équipe d'Allemagne remporte le relais féminin. Lors du premier relais, la Russie emmener par Polina Nekrasova parvient à s'échapper et prendre de l'avance sur les autres nations. Dans le deuxième relais, l'Allemagne de Celine Mayer parvient à revenir à quelques secondes de la Russie. La Suède, l'Italie et la France sont à vingtaine de secondes de la tête. Lors du troisième relais, la Russie et l'Allemagne travaillent ensemble afin que le groupe de poursuivants ne reviennent pas. La Russe lâche l'Allemande en fin de relais ce qui permet à la dernière relayeuse russe de s'élancer avec 10 secondes sur la concurrente allemande. La Suède est troisième à 31 secondes et l'Italie, la France, les États-Unis et la Norvège sont à 44 secondes. L'Allemande Anna-Maria Dietze parvient à revenir sur la Russe, l'attaque dans la dernière montée et s'impose. Derrière, les pays poursuivants reviennent sur la Suède mais Johanna Hagström qui a gardé des réserves parvient à accrocher le podium devant la Finlande et la France. La deuxième relayeur suédoise, Frida Karlsson, remporte sa troisième médaille des championnats. Chez les hommes, la Norvège l'emporte pour la troisième année consécutive. Dans le premier relais en classique, la Suède part et dispose de 11 secondes d'avance sur un groupe de cinq poursuivants (la Norvège, la France, l'Italie, les États-Unis et le Kazakhstan) et la Russie est à 29 secondes. Lors du deuxième relais, la Norvège revient sur la Suède avec les États-Unis et la Russie grâce à un très bon de temps de Sergey Ardashev. Le Kazakhstan, la Suède, l'Italie et l'Allemagne sont plus loin. Dans le troisième relais, les quatre pays en tête font la course en semble et seuls les États-Unis sont légèrement distancés en fin de relais. Le dernier relais est marqué par le retour de l'Américain Gus Schumacher qui profite de l'observation des trois nations de tête. L'Allemagne et l'Italie profitent également de l'attentisme en tête de la course pour se rapprocher mais n'arrivent pas à rentrer. En tête, le Russe Alexander Terentiev attaque le premier mais il est contrer le Norvégien Jørgen Lippert qui s'impose. L'Américain Gus Schumacher domine le Russe pour le sprint pour la deuxième place.
En saut à ski, l'Allemagne et la Slovénie dominent les deux épreuves par équipes. Chez les femmes, la Slovénie domine l'intégralité de la compétition et l'emporte très largement. Mis à part Katra Komar, les trois athlètes slovènes Jerneja Brecl, Nika Kriznar et Ema Klinec ont dominé leurs groupes. L'année passée, l'équipe Slovène composé des quatre même athlètes s'était classée deuxième derrière l'Allemagne. Elles devancent de plus de 110 points la Russie qui signe son premier podium dans cette épreuve depuis 2015. Ksenia Kablukova qui remplaçait Aleksandra Barantceva a marqué le moins de points de son équipe. La lutte pour la médaille de bronze est serré entre la France, l'Allemagne et la Norvège. La France réussit à remporter cette médaille notamment en raison des bons sauts de Lucile Morat et des contre-performances d'Arantxa Lancho (de) et d'Eirin Maria Kvandal. Chez les hommes, la lutte pour la victoire est serrée entre plusieurs pays. Après les quatre premiers sauts, l'Allemagne est en tête devant la Norvège et l'Autriche. Cependant, Mika Schwann (pl) et Jan Hoerl réalisent deux bons sauts qui permettent à l'Autriche de prend la tête. Lors du troisième saut, Cedrik Weigel permet à l'Allemagne de revenir à quelques points et Constantin Schmid, avec un saut à 104 mètres permet à l'Allemagne de l'emporter. L'Autriche est deuxième à 4,8 points devant la Norvège et la Slovénie, tenant du titre.

### Dimanche 4 février
Lors du dernier jour de compétition, il n'y a qu'une épreuve au programme : le concours mixte de ski à ski. Deux athlètes Slovènes : Nika Kriznar et Ema Klinec ne participent pas à la compétition car elles sont parties en direction de PyeongChang pour les jeux olympiques. À la suite de ces deux absences, la Slovénie qui a remporté cette épreuve lors des deux dernières éditions n'est pas favorite du concours au profit de la Norvège et de l'Allemagne. L'Allemagne est en tête lors du premier saut grâce à Luisa Görlich qui a sauté 94,5 mètres pendant que la Norvégienne Silje Opseth ne sautait qu'à 87,5 mètres. Justin Lisso (de) et Gianina Ernst permettent à l'Allemagne de conserver la tête. Cependant, le dernier sauteur norvégien, Marius Lindvik saute à 103 mètres ce qui permet à la Norvège de prendre la tête après le premier saut. La Norvège conserve la tête notamment grâce à Silje Opseth puis s'impose grâce à un dernier saut à 106,5 mètres de Marius Lindvik. L'Allemagne prend la deuxième place devant l'Autriche. L'équipe Autrichienne échoue à 80 points de la seconde notamment en raison des contre-performances de Sophie Mair. Derrière, la France sans Lucile Morat partie aux jeux olympiques, est quatrième. Troisième après le premier saut, les Français perdent la troisième place pour 7,1 points. La Slovénie est cinquième notamment en raison des sauts décevants de Žak Mogel (pl),.

## Podiums

### Championnats du monde junior

#### Ski de fond

##### Hommes
| Épreuves          | Or                                                                                       | Argent                                                                | Bronze                                                                                 |
| ----------------- | ---------------------------------------------------------------------------------------- | --------------------------------------------------------------------- | -------------------------------------------------------------------------------------- |
| Sprint - Libre    | Tom Mancini                                                                              | Jørgen Lippert                                                        | Valerio Grond                                                                          |
| 10 km - Classique | Jon Rolf Skamo Hope                                                                      | Sergey Ardashev                                                       | Jørgen Lippert                                                                         |
| 20 km - Skiathlon | Harald Østberg Amundsen                                                                  | Jon Rolf Skamo Hope                                                   | Jørgen Lippert                                                                         |
| Relais 4 × 5 km   | Norvège - Harald Østberg Amundsen - Jon Rolf Skamo Hope - Håvard Moseby - Jørgen Lippert | États-Unis - Luke Jager - Ben Ogden - Hunter Wonders - Gus Schumacher | Russie - Kirill Kilivnyuk - Sergey Ardashev - Yaroslav Rybochkin - Alexander Terentiev |

##### Femmes
| Épreuves          | Or                                                                                  | Argent                                                                            | Bronze                                                                    |
| ----------------- | ----------------------------------------------------------------------------------- | --------------------------------------------------------------------------------- | ------------------------------------------------------------------------- |
| Sprint - Libre    | Moa Lundgren                                                                        | Kristine Stavås Skistad                                                           | Frida Karlsson                                                            |
| 5 km - Classique  | Polina Nekrasova                                                                    | Hailey Swirbul                                                                    | Anita Korva (fi)                                                          |
| 10 km - Skiathlon | Frida Karlsson                                                                      | Lone Johansen                                                                     | Hailey Swirbul                                                            |
| Relais 4 × 3,3 km | Allemagne - Alexandra Danner - Celine Mayer - Lisa Lohmann - Anna-Maria Dietze (no) | Russie - Polina Nekrasova - Hristina Matsokina - Nina Dubotolkina - Maya Yakunina | Suède - Tua Dahlgren - Frida Karlsson - Alicia Persson - Johanna Hagström |

#### Saut à ski

##### Hommes
| Épreuves    | Or                                                                                       | Argent                                                                          | Bronze                                                                                 |
| ----------- | ---------------------------------------------------------------------------------------- | ------------------------------------------------------------------------------- | -------------------------------------------------------------------------------------- |
| Individuel  | Marius Lindvik                                                                           | Constantin Schmid                                                               | Clemens Leitner                                                                        |
| Par équipes | Allemagne - Philipp Raimund (de) - Justin Lisso (de) - Cedrik Weigel - Constantin Schmid | Autriche - Mika Schwann (pl) - Jan Hoerl - Maximilian Lienher - Clemens Leitner | Norvège - Fredrik Villumstad - Jesper Ødegaard - Thomas Aasen Markeng - Marius Lindvik |

##### Femmes
| Épreuves    | Or                                                                 | Argent                                                                                    | Bronze                                                                         |
| ----------- | ------------------------------------------------------------------ | ----------------------------------------------------------------------------------------- | ------------------------------------------------------------------------------ |
| Individuel  | Nika Križnar                                                       | Ema Klinec                                                                                | Anna Odine Strøm                                                               |
| Par équipes | Slovénie - Jerneja Brecl - Nika Križnar - Katra Komar - Ema Klinec | Russie - Ksenija Kablukova (no) - Aleksandra Kustova - Lidiia Iakovleva - Sofia Tikhonova | France - Océane Paillard (de) - Joséphine Pagnier - Romane Dieu - Lucile Morat |

##### Mixte
| Épreuves    | Or                                                                              | Argent                                                                            | Bronze                                                                     |
| ----------- | ------------------------------------------------------------------------------- | --------------------------------------------------------------------------------- | -------------------------------------------------------------------------- |
| Par équipes | Norvège - Silje Opseth - Fredrik Villumstad - Anna Odine Strøm - Marius Lindvik | Allemagne - Luisa Görlich - Justin Lisso (de) - Gianina Ernst - Constantin Schmid | Autriche - Claudia Purker - Jan Hoerl - Sophie Mair (de) - Clemens Leitner |

#### Combiné nordique

##### Femmes (course test, ne délivrant pas de titre mondial)
| Épreuves       | Or          | Argent     | Bronze               |
| -------------- | ----------- | ---------- | -------------------- |
| Gundersen 5 km | Jenny Nowak | Anna Jäkle | Anastasia Goncharova |

##### Hommes
| Épreuves             | Or                                                                       | Argent                                                                                              | Bronze                                                                       |
| -------------------- | ------------------------------------------------------------------------ | --------------------------------------------------------------------------------------------------- | ---------------------------------------------------------------------------- |
| Gundersen 10 km      | Ondřej Pažout                                                            | Einar Lurås Oftebro                                                                                 | Ben Loomis                                                                   |
| Gundersen 5 km       | Vid Vrhovnik                                                             | Dominik Terzer                                                                                      | Jan Vytrval                                                                  |
| Par équipes 4 x 5 km | Allemagne- Luis Lehnert - Simon Hüttel (de) - David Mach - Julian Schmid | Norvège- Aleksander Skoglund (no) - Kasper Moen Flatla (en) - Jens Lurås Oftebro - Andreas Skoglund | Autriche- Florian Dagn - Max Teeling - Johannes Lamparter - Marc Luis Rainer |

### Championnats du monde de ski de fond des moins de 23 ans

#### Hommes
| Épreuves          | Or                | Argent                  | Bronze             |
| ----------------- | ----------------- | ----------------------- | ------------------ |
| Sprint - Libre    | Erik Valnes       | Jan Thomas Jenssen (no) | Even Northug       |
| 15 km - Classique | Mattis Stenshagen | Denis Spitsov           | Ivan Yakimushkin   |
| 30 km - Skiathlon | Denis Spitsov     | Jules Lapierre          | Ole Jørgen Bruvoll |

#### Femmes
| Épreuves          | Or               | Argent            | Bronze            |
| ----------------- | ---------------- | ----------------- | ----------------- |
| Sprint - Libre    | Tiril Udnes Weng | Nadine Fähndrich  | Natalia Nepryaeva |
| 10 km - Classique | Yana Kirpichenko | Anna Zherebyateva | Nadine Fähndrich  |
| 15 km - Skiathlon | Anastasia Sedova | Natalia Nepryaeva | Yana Kirpichenko  |

## Tableau des médailles
L'épreuve de combiné nordique féminin n'est pas une épreuve officielle de la compétition et ne compte pas dans le classement des médailles.
| Rang  | Nation     | Or | Argent | Bronze | Total |
| ----- | ---------- | -- | ------ | ------ | ----- |
| 1     | Norvège    | 5  | 5      | 5      | 15    |
| 2     | Slovénie   | 3  | 1      | 0      | 4     |
| 3     | Allemagne  | 2  | 3      | 0      | 5     |
| 4     | Suède      | 2  | 0      | 2      | 4     |
| 5     | Russie     | 1  | 3      | 1      | 5     |
| 6     | Autriche   | 1  | 2      | 2      | 5     |
| 7     | France     | 1  | 0      | 1      | 2     |
| 7     | Tchéquie   | 1  | 0      | 1      | 2     |
| 9     | États-Unis | 0  | 2      | 2      | 4     |
| 10    | Suisse     | 0  | 0      | 1      | 1     |
| 10    | Finlande   | 0  | 0      | 1      | 1     |
| Total | Total      | 16 | 16     | 16     | 48    |

| Rang  | Nation  | Or | Argent | Bronze | Total |
| ----- | ------- | -- | ------ | ------ | ----- |
| 1     | Russie  | 3  | 3      | 3      | 9     |
| 2     | Norvège | 3  | 1      | 2      | 6     |
| 3     | Suisse  | 0  | 1      | 1      | 2     |
| 4     | France  | 0  | 1      | 0      | 1     |
| Total | Total   | 6  | 6      | 6      | 18    |